# Campylomormyrus bredoi
Campylomormyrus bredoi är en fiskart som först beskrevs av Poll, 1945.  Campylomormyrus bredoi ingår i släktet Campylomormyrus och familjen Mormyridae. IUCN kategoriserar arten globalt som sårbar. Inga underarter finns listade.